# کوت گورایه
کوت گورایه (به انگلیسی: Kot Guraya) یک منطقهٔ مسکونی در پاکستان است که در ناحیه لاهور واقع شده‌است. کوت گورایه ۱۶۸ متر بالاتر از سطح دریا واقع شده‌است.